# Bohumil Laušman
Bohumil Laušman (30. srpna 1903 Žumberk – 9. května 1963 věznice Praha-Ruzyně, Praha) byl český a československý sociálnědemokratický politik. Po roce 1948 v exilu, pak unesený a vězněný komunistickým režimem.

## Život
Od mládí byl činný v sociálně demokratické straně (Skuteč) a spřízněných hnutích. V parlamentních volbách v roce 1935 získal poslanecké křeslo v Národním shromáždění. Poslanecký post si oficiálně podržel do zrušení parlamentu roku 1939, přičemž krátce předtím ještě v prosinci 1938 přestoupil do nově ustavené Národní strany práce, která se stala jedinou povolenou opoziční stranou Druhé republiky a do které se sdružili politici levicových stran.
Po německé okupaci odešel na Západ do exilu, byl členem Státní rady Československé v Londýně (1940–1945). Díky znalosti východočeského prostředí poskytl např. kontaktní adresy pro československé parašutisty. Účastnil se Slovenského národního povstání jako člen vojenské rady Hlavního štábu partyzánského hnutí v Československu. V březnu 1945 se účastnil moskevských porad projednávajících složení a program Národní fronty.
Po válce byl členem předsednictva ČSSD (1945–1948). V letech 1945–1946 byl poslancem Prozatímního Národního shromáždění a v letech 1946–1948 Ústavodárného Národního shromáždění za sociální demokraty. Zde setrval do parlamentních voleb roku 1948. Zastával i vládní posty. Byl ministrem průmyslu v letech 1945–1947 v první vládě Zdeňka Fierlingera, druhé vládě Zdeňka Fierlingera a první vládě Klementa Gottwalda.
Roku 1946 po něm byl pojmenován Důl Laušman I (do té doby Anna, po roce 1951 ČSA 1) a Důl Laušman II (předtím Laura, po roce 1951 ČSA II), oba v Rynholci, a rovněž jeden důl na Ostravsku.
Krátce před únorem byl pak jakožto kompromisní kandidát mezi prokomunistickým a ke komunistům rezervovaným křídlem zvolen předsedou sociální demokracie. Po únoru se stal náměstkem předsedy vlády (vicepremiérem) v druhé vládě Klementa Gottwalda, kam vstoupil i Jan Masaryk. V červnu téhož roku ukončil svoji politickou činnost a stal se ředitelem Slovenských elektráren v Bratislavě.
V roce 1949, po zatčení svého zetě majora Jaromíra Nechanského komunistickou policií, emigroval do Jugoslávie a poté žil v Rakousku. (Laušman byl varován, že se připravuje též jeho zatčení, proto se ženou a dcerou chtěl uprchnout. Útěk se však podařil jen Laušmanovi, jeho žena, která byla již za války šest let v nacistickém koncentračním táboře, a dcera byly uvězněny.) V roce 1953 vydal brožuru o únoru 1948 pod názvem Kdo byl vinen? V roce 1953 jej agenti StB z Rakouska unesli zpět do Československa (v předvečer Štědrého dne jej vylákal kolaborant, rakouský občan ze Salcburku), kde byl nejprve internován na zámečku Blažkov a poté odsouzen k 17 letům vězení. Za slib propuštění vystoupil 15. května 1954 na tiskové konferenci a prohlásil, že se vrátil dobrovolně a odsuzuje emigraci.
Zemřel za záhadných okolností v ruzyňské věznici. Podle informací Josefa Frolíka mělo k úmrtí dojít, protože StB na vězněném údajně zkoušela halucinogenní drogu a Laušmanovo srdce, oslabené více než desetiletým vězněním, toto testování nevydrželo. Ve věznici v Ruzyni dostal Laušman od správy věznice 8. května 1963 cigarety, jež byly dle výpovědi Laušmanova spoluvězně zřejmě preparovány. Laušman vypil čaj přinesený z vězeňské ošetřovny, vykouřil několik cigaret, dostal křečovitý záchvat, pak upadl do bezvědomí. Po celou noc mu nebyla poskytnuta žádná lékařská pomoc. Když nakonec druhého dne, v pět hodin ráno 9. května 1963, na celu přišel lékař, konstatoval jen smrt „v důsledku srdeční záduchy“.

Jeho ženou byla od roku 1925 Julie, rozená Kášková, dcera chrudimského starosty Václava Káška. Měli spolu dcery Olgu (* 1927) a Věru (* 1928). Manželem jeho sestry Štěpánky byl František Zuska. Manželem jeho dcery Olgy byl major Jaromír Nechanský, hrdina západního odboje za druhé světové války, popravený spolu se studentem právnické fakulty Veleslavem Wahlem po více než ročním věznění na Pankráci 16. června 1950. Jejich odvolání bylo vrchním soudem v Brně zamítnuto shodou okolností poté, co se Milada Horáková veřejně rozhodla (9. června 1950) osobně se proti svému trestu smrti neodvolat.

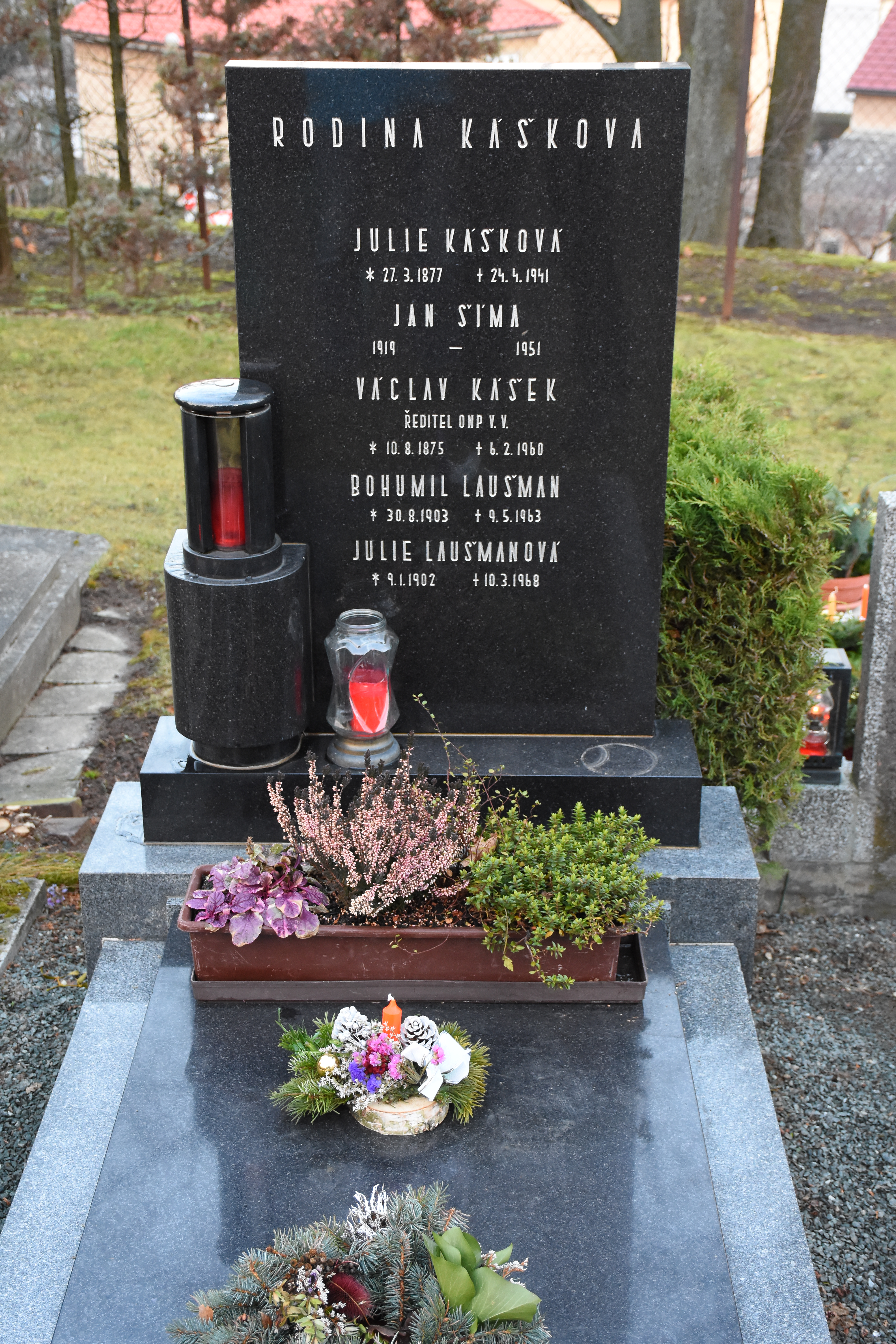
Hrob Bohumila Laušmana na hřbitově v Chrudimi

## Připomínky

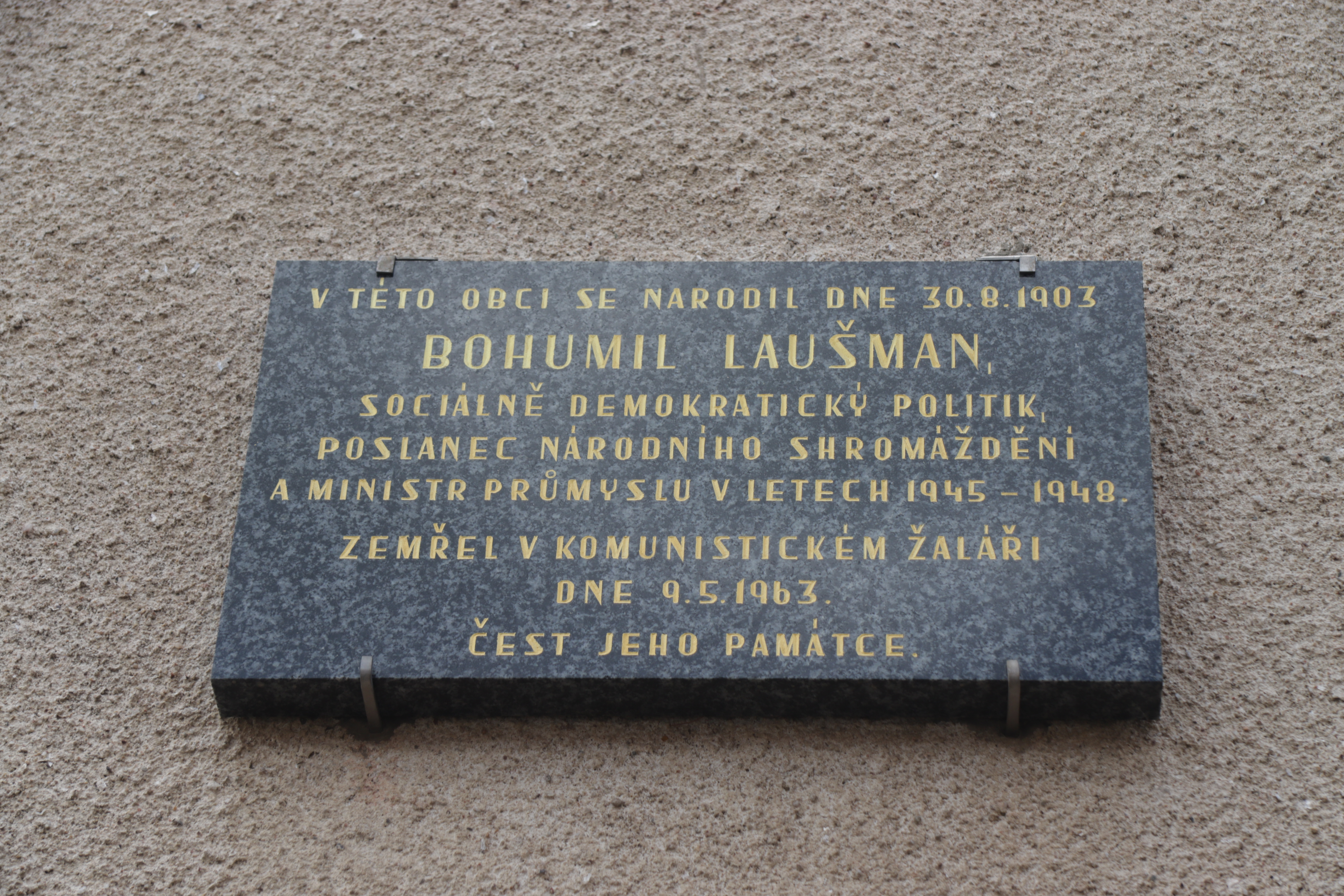
Dne 6. září 1993 byla Bohumilu Laušmanovi odhalena pamětní deska na budově obecního úřadu v Žumberku. Na desce je nápis: "V TÉTO OBCI SE NARODIL DNE 30. 8. 1903 / BOHUMIL LAUŠMAN, / SOCIÁLNĚ DEMOKRATICKÝ POLITIK, / POSLANEC NÁRODNÍHO SHROMÁŽDĚNÍ / A MINISTR PRŮMYSLU V LETECH 1945–1948. / ZEMŘEL V KOMUNISTICKÉM ŽALÁŘI / DNE 9. 5. 1963. / ČEST JEHO PAMÁTCE."
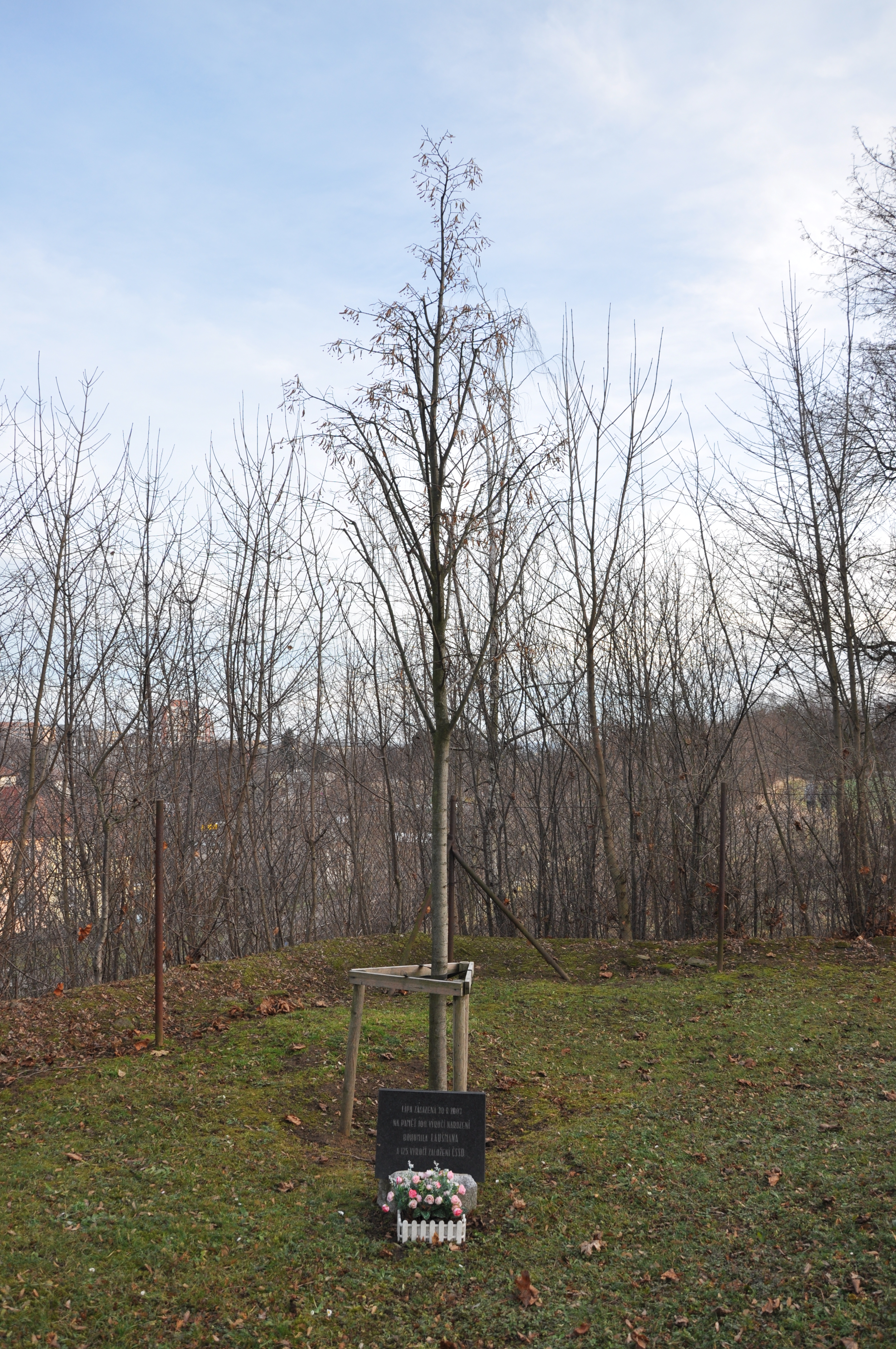
V Chrudimi (Škroupova ul., hřbitov u kostela Povýšení sv. Kříže) byla na jeho připomínku v roce 2003 zasazena památná lípa a u ní umístěna pamětní deska s nápisem: "LÍPA ZASAZENÁ 30. 8. 2003 NA PAMĚŤ 100. VÝROČÍ NAROZENÍ BOHUMILA LAUŠMANA A 125. VÝROČÍ ZALOŽENÍ ČSSD.[17]  - Pamětní deska B. Laušmanovi v Žumberku
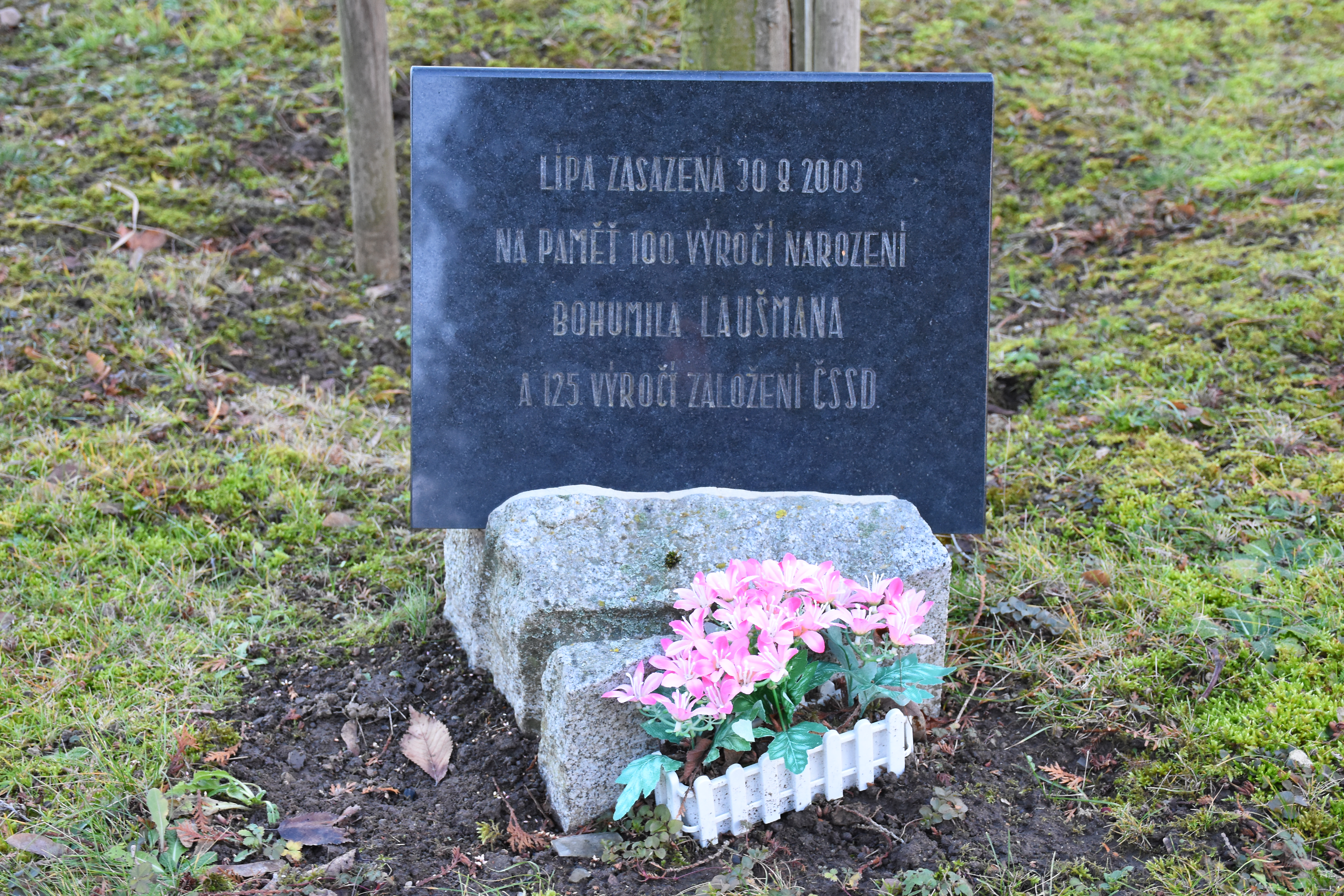
Detail pamětní desky u lípy
  - Památná lípa B. Laušmana na hřbitově v Chrudimi
  - Detail pamětní desky u lípy